# Temperamenti Werckmeister

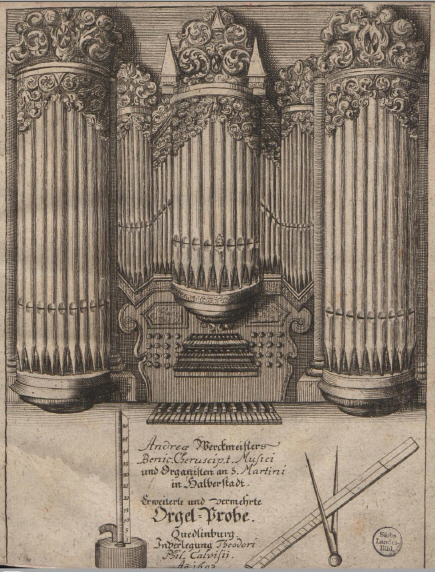
Andreas Werckmeister, frontespizio dell'edizione del 1698 dellOrgel Probe

Con temperamenti Werckmeister ci si riferisce ad alcuni metodi di accordatura ideati da Andreas Werckmeister e descritti nel trattato Orgel Probe a fine Seicento.

## Storia
Alla ricerca di una soluzione pratica ai limiti del temperamento mesotonico, nel 1691 Andreas Werckmeister scoprì che un'accordatura ciclica contenente cinque quinte mesotoniche e sette quinte giuste (ossia pitagoriche) chiude quasi perfettamente il circolo delle quinte, e, pertanto, elimina la sgradevole quinta del lupo, permettendo di suonare in tutte le tonalità. Di questo sistema furono introdotte numerose varianti, note come buoni temperamenti o temperamenti inequabili.
Esistono due modi per catalogare questi temperamenti: il primo si riferisce all'ordine nel quale vennero presentati come buoni temperamenti nel trattato di Werckmeister, mentre il secondo, fra parentesi, si riferisce al loro ordine sul monocordo. L'ordine sul monocordo inizia dal Werckmeister III, in quanto l'intonazione naturale è catalogata I, mentre il mesotonico a quarto di comma è catalogato II.

## I temperamenti
Di seguito, i quattro temperamenti Werckmeister. I due più conosciuti sono il I e il II, utilizzati sia da numerosi strumenti d'epoca sia da copie di strumenti antichi.

### Werckmeister I (III)
Nel primo temperamento, il Werckmeister I (III), il comma pitagorico viene diviso a 1/4 sulle quinte Do-Sol, Sol-Re, Re-La e Si-Fa♯. Le quinte interessate da questo sistema di accordatura non sono consecutive, in quanto la quarta [Si-Fa♯/] viene trasposta verso l'alto di una quinta. In questo modo si ottiene la modifica di diverse terze, sia maggiori sia minori, per migliorare le terze fino ad allora insuonabili col temperamento mesotonico regolare (tra cui Si-re#, Fa#-La#, Do#-Fa, Lab-Do eccetera). Le quinte pure diventano otto quinte su dodici.

### Werckmeister II (IV)
Nel secondo temperamento, il Werckmeister II (IV), il comma pitagorico è diviso a 1/3 e il temperamento è su quinte alternate, cioè accordando Do-Sol, Re-La, Mi-Si, Fa♯-Do♯ e Si♭-Fa a 1/3 di comma in meno e le quinte Sol♯-Re♯ e Mi♭-Si♭ a 1/3 di comma in più. Le altre quinte, cinque su dodici, sono pure.

### Werckmeister III (V)
Nel terzo temperamento, il Werckmeister III (V), il comma è suddiviso a 1/4 nelle quinte Re-La, La-Mi, Fa♯-Do♯, Do♯-Sol♯ e Fa-Do. Le altre quinte sono pure.

### Werckmeister IV (VI)
Il quarto temperamento, il Werckmeister IV (VI), presuppone la suddivisione del monocordo in 196 parti uguali. Werckmeister stesso fornì anche una versione con suddivisione in 147 parti. Un problema, in questo tipo di accordatura, è dato dal valore del Re (o La, nell'altra versione), stabilito a 176. Questo produce un effetto sgradevole in quanto la quinta Sol-Re risulta troppo abbassata, più di mezzo comma. La terza Si♭-Re dovrebbe essere pura, ma Re-Fa♯ è circa un comma più alta. Probabilmente, il numero 176 è un errore, in quanto l'accordatura funziona se si divide il monocordo in 175 parti.